# Daniela Minerva
Daniela Minerva (Bologna, 29 gennaio 1958) è una giornalista e saggista italiana.
È stata caporedattrice del settimanale L'Espresso e del quotidiano La Repubblica, occupandosi prevalentemente di medicina. È direttrice del supplemento Salute, in edicola e online con La Repubblica, La Stampa e tutti i media dell'editore Gedi.

## Biografia

### La formazione
Fa la sua prima esperienza giornalistica nel 1981 sulla rivista Noi donne, allora diretta da Annamaria Guadagni, con articoli sulle donne nella scienza e di medicina femminile.
Si laurea in Filosofia all'Università di Bologna nel 1982 con una tesi ai confini tra la divulgazione scientifica e la filosofia della scienza: una cronaca della vita in laboratorio del team di microscopisti elettronici guidato da Gian Franco Missiroli all'Istituto di Fisica dello stesso ateneo.
Nel gennaio del 1983 inizia a lavorare nella redazione del mensile Sapere, allora diretto da Carlo Bernardini. Nell'estate dello stesso anno si trasferisce in California, grazie a una borsa di studio della Fulbright Foundation e a un grant dell'Università della California, per frequentare il Graduate Program in Science Communication dell'Università della California di Santa Cruz, e conseguire nel 1984 il relativo Graduate Certificate.
A Santa Cruz incontra la paleoantropologa e attivista femminista Adrienne Zihlman, che avrà una profonda influenza nella sua formazione intellettuale e ispirerà diversi reportage sia dai siti archeologici della preistoria umana sia dai luoghi di interesse antropologico, oltre al libro La ricerca di Eva. Viaggio alle origini dell'uomo moderno.
Nel quadro di questa riflessione femminista interna alle scienze partecipa, a partire dal 1986, ai lavori del Coordinamento nazionale "Donne di scienza" fino a essere tra le dieci fondatrici dell'Associazione "Donna e scienza" nel 2003.

### L’attività giornalistica
Rientrata in Italia nel 1984 riprende a lavorare a Sapere, dove resterà fino al 1995, prima come caporedattrice e poi come vice-direttrice. Sono gli anni della sua formazione professionale in cui, all'ombra dell'insegnamento di Carlo Bernardini, mette a fuoco un giornalismo scientifico improntato al rigore, focalizzato sulla ricerca e sulla politica.  In questi anni si occupa dell'epidemia di AIDS con articoli, reportage e il libro “No Aids”. Nel 1991 è direttore delle comunicazioni dell VII International Conference on Aids tenuta a Firenze.
Negli stessi anni collabora con diverse testate: il quotidiano Paese Sera, il settimanale Rinascita, le trasmissioni di cultura scientifica di Rai-Radio3, il quotidiano La Repubblica, e il settimanale L'Espresso dove entra nel 1994, prima come redattrice, diventandone poi caposervizio e caporedattrice per i temi di scienza e medicina.
Nel 1996 partecipa alla creazione del portale Galileo Giornale di scienza e problemi globali, la prima testata giornalistica italiana online dedicata ai temi della scienza, della tecnologia, della ricerca e dell'ambiente.
A L'Espresso segue gli aspetti politici e sociali della medicina attraverso molte inchieste sul servizio sanitario nazionale, sul mercato farmaceutico, sulle aziende del farmaco, sulla crisi della ricerca medico-scientifica in Italia. Segue la politica sanitaria, dalla corruzione in sanità al caso Di Bella su cui scriverà il libro La leggenda del santo guaritore. E i temi della bioetica: nel marzo del 2012 cura il dialogo tra Ignazio Marino e il cardinale Carlo Maria Martini pubblicato sulla rivista con il titolo Così è la vita.
A partire dagli anni del caso Di Bella si occupa estensivamente di oncologia: idea e costruisce nel 2016 il portale Oncoline, all'interno del sito internet della Repubblica (oggi parte del content hub Salute).
A Repubblica era arrivata nel 2015 come caporedattrice Salute e commentatrice per i temi della politica sanitaria, del mercato farmaceutico, della ricerca biomedica. Resta al quotidiano romano fino al 2019. Quando idea e dirige il mensile Live, edito dal Gruppo Editoriale L'Espresso: un supplemento mandato in edicola insieme a tutti i giornali del gruppo. 
Nel 2020 realizza e dirige la piattaforma multimediale Salute, in edicola e online con Repubblica, Stampa e tutti i media del gruppo Gedi. Come spin off dell'Hub Salute, dal 2021 idea e dirige i Festival annuali, costruiti come happening in cui la comunità medico-scientifica italiana e internazionale incontra scrittrici e scrittori, musicisti, donne e uomini della politica e delle istituzioni, delle arti, dello spettacolo. Analogamente nel 2023 ha ideato e condotto la giornata Saluteovaio: dialoghi sul futuro tenuta a Milano; e nel 2024 la giornata di studi Oncologia femminile plurale. Donne di fronte al cancro, tenuta a Napoli.

### Attività didattica
A partire dal 1993 partecipa alla nascita del Master in Comunicazione della Scienza della SISSA, Scuola Internazionale Studi Avanzati di Trieste dove insegnerà e sarà poi vicedirettore fino al 2010.
Nel 2006 porta l’esperienza maturata in Sissa all’Università La Sapienza di Roma nella costruzione del master “La scienza nella pratica giornalistica” di cui è Membro del Consiglio didattico e docente.
Dal 2022 è membro del comitato scientifico della Iulm Food Academy della Università Iulm di Milano.

## Opere
- Traduce L’eredità di Ipazia, di Margaret Alic, Editori Riuniti, Roma, 1989, ISBN 978-8835932864
- Il potere degli ingegni, con Carlo Bernardini, Sansoni, Firenze, 1992, ISBN 978-8838312854
- La ricerca di Eva. Viaggio all’origine dell’uomo moderno, con Fabrizio Ardito, Giunti, Firenze, 1995, ISBN 978-8809206465
- La leggenda del santo guaritore. Il caso Di Bella, Editori Riuniti, Roma, 1998, ISBN 978-8835945321
- No Aids- Globalizzare la salute, con Stefano Vella, Avverbi, Roma, 2002, ISBN 9788887328301
- Curare l’uomo non solo il cancro. Indagine sulla condizione del paziente oncologico anziano, con Nadio Delai, Franco Angeli, Milano,2003, ISBN 978-8846450821
- Di cosa parliamo quando parliamo di medicina, con Giancarlo Sturlone, Codice, Torino, 2007,ISBN 978-8875789794
- La fiera delle sanità, Rizzoli, Milano, 2009, ISBN 9788817028608
- Il fuoco dentro, Springer, Milano, 2011, ISBN 978-8847020672
- Il bagnino e i samurai. La ricerca biomedica in Italia: un'occasione mancata, con Silvio Monfardini, Codice, Torino, 2013, ISBN 978-8875783808
- Stamina Connection, con Luca Piana, Gruppo Editoriale L’Espresso (Formato Kindle), 2014, Template:ASIN

## Video
- Lo chiamavano “delitto d’onore”, Bologna, 28/2/2014 link al video youtube

- Perché la scienza, oggi? La risposta di Daniela Minerva, Milano, 20/4/2020 link al video YouTube

- Vaccini: servono ricerca e investimenti. L'analisi di Daniela Minerva, Milano, 29/4/2021 link al video YouTube
- Aborto e contraccezione: dentro la notizia, Milano, 22/4/22 link al video YouTube
- Come smascherare le fake news alimentari 1, Milano, 24/2/ 2023 link al video YouTube
- Sogno. Interpretazioni, storie e neuroscienze. Viaggio onirico con Vittorio Lingiardi, Milano 1/5/2023 link al video Repubblica

- Come smascherare le fake news alimentari 2, Milano, 28/3/2024 link al video YouTube

## Riconoscimenti
- Riceve il premio giornalistico Le Anfore, 2005
- Riceve il premio giornalistico Aiom Giovanni Maria Pace, 2008.
- Riceve con Francesca Sironi il Fertility Award, 2013
- Riceve il premio Unamsi (Unione Nazionale Medico Scientifica di Informazione), 2014.
- Riceve, con Silvio Monfardini, il Premio Nazionale di Divulgazione Scientifica (bandito dall’Associazione Italiana del Libro con il patrocinio del Cnr, dell’Airi e delle Biblioteche di Roma) per il libro Il bagnino e i samurai, 2014.
- Riceve per la seconda volta il premio giornalistico Aiom Giovanni Maria Pace, 2021.
- Riceve il premio Comunicare il cancro, la medicina, la salute della Università Politecnica delle Marche, 2023.